# Eslovenia en los Juegos Olímpicos de Londres 2012
Eslovenia estuvo representada en los Juegos Olímpicos de Londres 2012 por un total de 65 deportistas que compitieron en  deportes. Responsable del equipo olímpico fue el Comité Olímpico Esloveno, así como las federaciones deportivas nacionales de cada deporte con participación.
El portador de la bandera en la ceremonia de apertura fue el piragüista Peter Kauzer.

## Medallistas
El equipo olímpico de Esolvenia obtuvo las siguientes medallas:
| Nombre              | Deporte   | Competición                  |
| ------------------- | --------- | ---------------------------- |
| Oro                 |           |                              |
| Urška Žolnir        | Judo      | –63 kg F                     |
| Plata               |           |                              |
| Primož Kozmus       | Atletismo | Martillo M                   |
| Bronce              |           |                              |
| Luka Špik Iztok Čop | Remo      | Scull doble (M2x) M          |
| Rajmond Debevec     | Tiro      | Rifle en pos. tendida 50 m M |